# 郭若石
郭 若石（かく じゃくせき、1906年2月11日 – 1995年12月18日）は、中国および台湾のカトリック聖職者、主徒会士である。洗礼名は「ヨセフ」。初代台北教区大司教を務めた。

## 経歴
- 1906年 - 2月11日、中国河北省藁城県生まれ。

北平石門神哲学院卒業。
- 1930年 - 10月16日、主徒会において初誓願を宣立。
- 1932年 - 12月28日、チェルソ・コスタンティーニ大司教により司祭叙階。

ローマアポリナライ大学 法学博士号取得。
- 1935年 – 察哈爾省宣化市 恒毅中学校長就任。
- 1937年 – 主徒会総会長就任。
- 1948年 – 聖母聖心修女会付司祭就任。
- 1949年 – 聖母聖心修女会に随行して台湾 高雄に転任。
- 1950年 – 6月13日、教皇ピウス12世により台北知牧に任命。
- 1952年 – 8月7日、台北教区大司教に任命。同年10月26日、アントニオ・リベリ教皇大使により司教叙階。
- 1959年 – 10月19日、台北大司教を引退。主徒会総会長の職に専念。
- 1967年 – カトリック中国司教団（現在の台湾地区司教団）初代団長に就任。典礼委員会主任委員を兼任し、第2バチカン公会議を受けて典礼書の翻訳、中国語による聖歌の提唱、新しい典礼の導入に注力した。
- 1995年 – 12月18日[1]、台北において死去。89歳。